# إدارة دورة الاستخبارات
تشير إدارة دورة الاستخبارات إلى النشاط العام لتوجيه دورة الاستخبارات، وهي مجموعة من العمليات المستخدمة لتوفير معلومات مفيدة لاتخاذ القرار (استخبارات) للقادة. تتكون الدورة من عدة عمليات، بما في ذلك التخطيط والتوجيه (محور هذه المقالة)، والجمع والمعالجة والاستثمار والتحليل والإنتاج والنشر والتكامل. ويُكلف مجال   مكافحة التجسس   المترابط بإعاقة جهود الاستخبارات للآخرين. منظمات الاستخبارات غير معصومة (غالبًا ما يشار إلى تقارير الاستخبارات بأنها «تقديرات»، وغالبًا ما تتضمن مقاييس للثقة والموثوقية)، لكن عندما تُدار وتُكلّف بشكل صحيح، يمكن أن تكون من بين أكثر الأدوات قيمة للإدارة والحكومة.
نُوقشت مبادئ الاستخبارات وطُورت من كتّاب الحرب الأوائل حتى أحدث كتّاب التكنولوجيا. ورغم وجود أقوى أجهزة الكمبيوتر، يبقى العقل البشري هو لب الاستخبارات والأنماط الفطنة واستخراج المعنى من فيض المعلومات الصحيحة وغير الصحيحة والمضللة أحيانًا عن عمد (تعرف أيضًا باسم التضليل).

## نظرة عامة

### تعريف الاستخبارات
أسست إحدى دراسات الثقافة التحليلية التعاريف التالية «المتفق عليها»:
1. الاستخبارات هي نشاط سري للدولة أو لمجموعة لفهم الكيانات الأجنبية أو المحلية أو التأثير عليها.
2. تحليل الاستخبارات هو تطبيق طرق معرفية فردية وجماعية لتقييم البيانات واختبار الفرضيات ضمن سياق اجتماعي ثقافي سري.
3. أخطاء الاستخبارات هي أخطاء حقيقية في التحليل ناتجة عن بيانات قليلة أو مفقودة. فشل الاستخبارات هو مفاجأة تنظيمية جهازية (عامة) ناتجة عن فرضيات غير صحيحة أو مفقودة أو متجاهلة أو غير كافية.

### إدارة دورة الاستخبارات
يُطلق على أحد النماذج الأساسية للعملية الاستخباراتية «دورة الاستخبارات». يمكن تطبيق هذا النموذج ولكنه، مثل جميع النماذج الأساسية، لا يعكس اكتمال عمليات العالم الحقيقي. الاستخبارات هي معلومات مُعالجة. تحصل أنشطة دورة الاستخبارات على معلومات وتجمعها وتحولها إلى معلومات استخبارية وتُتيحها لمستخدميها. تتكون دورة الاستخبارات من خمس مراحل:
1. التخطيط والتوجيه: تحديد ما ينبغي مراقبته وتحليله. في استخدام الاستخبارات، تحديد متطلباتها ووضع بنية استخباراتية مناسبة وإعداد خطة لجمع المعلومات، وإصدار أوامر وطلبات إلى وكالات جمع المعلومات.
2. جمع المعلومات: الحصول على معلومات أولية باستخدام مجموعة متنوعة من تخصصات جمع المعلومات مثل الاستخبارات البشرية، والاستخبارات الجغرافية المكانية وغيرها.
3. المعالجة: تنقيح المعلومات وتحليلها.
4. التحليل والإنتاج: تُترجم البيانات المعالَجة إلى منتج استخباراتي نهائي، يتضمن دمج كافة البيانات وتجميعها وتقييمها وتحليلها.
5. النشر: توفير نتائج المعالجة للمستهلكين (بمن فيهم المستهلكون في مجتمع الاستخبارات)، التي تضمن استخدام المعلومات الاستخباراتية في تقييم الشبكات والألعاب الاستراتيجية.

يُكلف ضابط مخابرات بارز غالبًا لإدارة كل مستوى من مستويات العملية.
تُخفَّض هذه المراحل في بعض المنظمات، مثل الجيش البريطاني، إلى أربعة، بدمج «التحليل والإنتاج» في مرحلة «المعالجة». تصف هذه المراحل عملية الاستخبارات الأدنى، ولكن هناك العديد من الأنشطة الأخرى التي تدخل حيز التنفيذ. يؤدي ناتج دورة الاستخبارات، إذا تم قبوله، إلى عمليات، تنتج بدورها مواد جديدة تدخل في تكرار آخر لدورة الاستخبارات. يمنح المستهلكون منظمة الاستخبارات توجيهات واسعة، وأعلى مستوى لتحديد الميزانيات.
تصف الاستخبارات والمراقبة والاستطلاع نشاطًا يزامن ويدمج تخطيط وتشغيل أجهزة الاستشعار والأصول وأنظمة المعالجة والاستثمار والنشر للدعم المباشر للعمليات الحالية والمستقبلية. هذه هي وظيفة الاستخبارات والعمليات المتكاملة.
يجمع المستشعرون (الأشخاص أو الأنظمة) البيانات من بيئة التشغيل أثناء مرحلة جمع المعلومات، وتُحوّل بعد ذلك إلى معلومات أثناء مرحلة المعالجة والاستثمار. وخلال مرحلة التحليل والإنتاج، تحوّل المعلومات إلى معلومات استخباراتية.

## نظرة عامة على التخطيط والتوجيه
تتضمن مرحلة التخطيط والتوجيه في دورة الاستخبارات أربع خطوات رئيسية:
1. تحديد احتياجات الاستخبارات وتحديد أولوياتها؛
2. تطوير البنية الاستخباراتية المناسبة؛
3. إعداد خطة جمع.
4. إصدار الأوامر والطلبات إلى وكالات جمع المعلومات.

وصفت هيئة الأركان المشتركة الأمريكية التخطيط والتوجيه عام 2013 بأنه: «تطوير خطط الاستخبارات والإدارة المستمرة لتنفيذها. تشمل أنشطة التخطيط والتوجيه، على سبيل المثال لا الحصر، ما يلي: تحديد متطلبات الاستخبارات وأولوياتها، وتطوير مفاهيم العمليات الاستخباراتية والبنى اللازمة لدعم مهمة القائد، وتكليف عناصر استخبارات فرعية لجمع المعلومات أو لإنتاج معلومات استخباراتية نهائية، وتقديم طلبات للحصول على قدرات إضافية للقيادة العامة، وتقديم طلبات لجمع الإنتاج أو استثماره أو دعمه من جميع المصادر إلى كيانات الاستخبارات الخارجية الداعمة».

## المتطلبات
ينقل القادة الذين لهم أهداف محددة احتياجاتهم من المدخلات الاستخبارية إلى الوكالات أو الجهات المعنية. قد يكون «مستهلك» الاستخبارات ضابط مشاة يريد معرفة ماذا يوجد على الجانب الآخر من التل المجاور، أو رئيس حكومة يريد معرفة ما احتمال أن يشن زعيم أجنبي الحرب على نقطة معينة، أو مديرًا تنفيذيًا لشركة يريد معرفة ما يخطط له منافسوه، أو أي شخص أو منظمة (مثلًا، شخص يريد معرفة ما إذا كانت زوجته مخلصةً).

### وطنية/ إستراتيجية
وفقًا لتقرير عام 2007 عن مجلس الاستخبارات الأمريكي، «إن تحديد متطلبات الاستخبارات لصانعي السياسة... هو إدارة دورة الاستخبارات بأكملها، بدءًا من تحديد الحاجة إلى البيانات إلى تسليم منتج استخباراتي إلى المستهلك». «إنها بداية ونهاية الدورة؛ البداية لأنها تتضمن وضع متطلبات محددة لجمع البيانات والنهاية لأن الاستخبارات النهائية، التي تدعم قرارات السياسة العامة، تولد متطلبات جديدة».
«تعتمد العملية بأكملها على توجيهات المسؤولين الحكوميين. يقدم صانعو السياسة -الرئيس ومساعدوه ومجلس الأمن القومي والدوائر والوكالات الحكومية الرئيسية الأخرى- طلبات للاستخبارات. ويتفاعل منسقو القضايا مع هؤلاء المسؤولين الحكوميين لتحديد اهتماماتهم الأساسية ومتطلباتهم من المعلومات المترابطة. ثم تُستخدم هذه الاحتياجات لتوجيه استراتيجيات الجمع وإنتاج منتجات استخبارية مناسبة».

### عسكرية/ عملياتية
يحدد القائد متطلبات الاستخبارات لدعم احتياجاته التنفيذية. يبدأ مطلب القائد، الذي يسمى أحيانًا «العناصر الأساسية للاستخبارات»، دورة الاستخبارات. يجب أن تساعد الاستخبارات العملياتية والتكتيكية القائد دائمًا على اختيار إجراء ما.
لكل مصدر استخباراتي خصائص مختلفة يمكن استخدامها، ولكن قد تكون محدودة. فقد تعتمد الاستخبارات التصويرية مثلًا على الطقس أو مدارات الأقمار الصناعية أو قدرة الطائرة على الإفلات من الدفاعات الأرضية ووقت التحليل. قد تستغرق المصادر الأخرى وقتًا طويلًا لجمع المعلومات اللازمة. تعتمد استخبارات القياس والتوقيع (ماسينت MASINT) على إنشاء مكتبة من تواقيع قراءات المستشعرات العادية، حتى تظهر الانحرافات.
وفي حالات نادرة، تؤخذ المعلومات الاستخبارية من مصادر بالغة الحساسية، إذ لا يمكن استخدامها دون الكشف عن الأساليب أو الأشخاص الذين يقدمون هذه المعلومات. إحدى نقاط القوة للاختراق البريطاني لنظام التشفير الألماني «اللغز – إنيغما» هي عدم استخدام أي معلومات منه في العمليات ما لم تكن هناك قصة تغطية مقبولة تجعل الألمان يعتقدون أنها السبب في انتصارات الحلفاء. فإذا عُلمت حركة السفينة مثلًا من خلال إنيغما كومنت، أُرسلت طائرة استطلاع إلى نفس المنطقة، وسُمح للمحور برؤيتها، فاعتقدوا أن الغرق كان بسبب الاستخبارات التصويرية.

## البنية الاستخباراتية
دورة الاستخبارات هي نموذج فقط. وتعلوها الميزانية وتوجيه السياسات هرميًا. في الحقيقة، هي ليست دورة، بل سلسلة من الأنشطة المتوازية. وفقا لآرثر إس.هولنيك، مؤلف كتاب ما الخطأ في دورة الاستخبارات، «التجميع والتحليل، اللذان من المفترض أن يعملا بالترادف، يعملان في الواقع بالتوازي. وأخيرًا، إن فكرة انتظار صانعي القرار استلام الاستخبارات قبل اتخاذ قرارات في مجال السياسة فكرة غير صحيحة. وفي العصر الحديث، يبدو أن مسؤولي السياسة يريدون أن تدعم الاستخبارات السياسةَ بدلًا من إبلاغها. تفشل دورة الاستخبارات في النظر بأي عمل مضاد للاستخبارات أو سري». قد تصبح «حلقة أودا»، التي طورها الإستراتيجي العسكري جون بويد والتي نوقشت في سياق دورة الاستخبارات، أقرب إلى حد ما، إذ إن أودا عملية متوجهة ومتصاعدة، بدلًا من كونها دورة مستمرة.